# Гістоплазмоз
Гістоплазмоз (хвороба Дарлінга — так її називають виключно тоді, коли гістоплазмоз виникає у людини) — інфекційна хвороба, яку спричиняє грибок Histoplasma capsulatum, відкритий у 1905 році. Захворювання може траплятися як у людей, так і у певних тварин. Симптоми у людей бувають вельми різними, проте в першу чергу уражаються легені. Часто пошкоджуються й інші органи, в такому випадку хворобу називають дисемінованим гістоплазмозом, та є летальною, якщо її вчасно не лікувати. Гістоплазмоз відносять до ВІЛ-асоційованих інфекцій — він поширений серед хворих на ВІЛ-інфекцію/СНІД через виникнення імунодефіциту.